# 신무림대회
《신무림대회》는 2018년에 중국에서 방송된 댄스 경연 프로그램이다.